# Ewald Glückert
Ewald Glückert (* 3. November 1951 in Erlangen) ist ein deutscher Historiker, Sachbuchautor und ehemaliger Stadtarchivar.

## Biografie
Ewald Glückert wurde 1951 in Erlangen geboren und wuchs in Nürnberg und Beerbach auf. Der studierte Bibliothekar war von 1982 bis 1987 im Württembergischen Evangelischen Oberkirchenrat in Stuttgart tätig. Danach war er bis zu dem 2012 erfolgten Eintritt in den Ruhestand hauptamtlicher Leiter des Stadtarchivs der mittelfränkischen Stadt Lauf an der Pegnitz. In dieser Zeit veröffentlichte er unter anderem eine achtbändige Buchreihe über die Laufer Stadtgeschichte.

## Publikationen (in Auswahl)
- Ewald Glückert, Leonhard Herbst: Lauf an der Pegnitz. Das Gesicht einer liebenswerten, fränkischen Stadt. Odörfer Verlag, Röthenbach a.d. Pegnitz 1994, ISBN 3-924891-03-6.
- Fürstendienst und Bürgerfreiheit. Fünf Kapitel der Laufer Geschichte. In: Stadt Lauf a.d. Pegnitz (Hrsg.): ZeitenLauf – Publikationen zur Stadtgeschichte. Band 1. dr. ziethen verlag, Oschersleben 2001, ISBN 978-3-935358-30-9.
- Stifter, Künstler und Juristen. Fünf Persönlichkeiten der Laufer Geschichte. In: Stadt Lauf a.d. Pegnitz (Hrsg.): ZeitenLauf – Publikationen zur Stadtgeschichte. Band 2. dr. ziethen verlag, Oschersleben 2002, ISBN 978-3-935358-46-0.
- Stadt und Fluss – Lauf und die Pegnitz. Die Anfänge der Laufer Trinkwasserversorgung. In: Stadt Lauf a.d. Pegnitz (Hrsg.): ZeitenLauf – Publikationen zur Stadtgeschichte. Band 3. dr. ziethen verlag, Oschersleben 2003, ISBN 978-3-935358-64-4.
- Aufbruch in eine neue Zeit. Vier Epochen der Laufer Geschichte. In: Stadt Lauf a.d. Pegnitz (Hrsg.): ZeitenLauf – Publikationen zur Stadtgeschichte. Band 4. dr. ziethen verlag, Oschersleben 2004, ISBN 978-3-938380-01-7.
- Burgen, Schlösser, Herrensitze. Wehr- und Herrschaftsbauten im Stadtgebiet von Lauf a.d. Pegnitz. In: Stadt Lauf a.d. Pegnitz (Hrsg.): ZeitenLauf – Publikationen zur Stadtgeschichte. Band 5. dr. ziethen verlag, Oschersleben 2006, ISBN 978-3-938380-27-7.
- So feiern wir in Lauf. 200 Jahre Kunigundenfest. In: Stadt Lauf a.d. Pegnitz (Hrsg.): ZeitenLauf – Publikationen zur Stadtgeschichte. Band 6. dr. ziethen verlag, Oschersleben 2007, ISBN 978-3-938380-53-6.
- Von Beerbach bis Wetzendorf. Zwölf Laufer Ortsgeschichten. In: Stadt Lauf a.d. Pegnitz (Hrsg.): ZeitenLauf – Publikationen zur Stadtgeschichte. Band 7. dr. ziethen verlag, Oschersleben 2008, ISBN 978-3-938380-83-3.
- Am Hasenfeld und In der Zeil. Straßennamen in Lauf an der Pegnitz. In: Stadt Lauf a.d. Pegnitz (Hrsg.): ZeitenLauf – Publikationen zur Stadtgeschichte. Band 8. dr. ziethen verlag, Oschersleben 2010, ISBN 978-3-86289-007-1.